# Alfred Ziffer
Alfred Ziffer (* 20. April 1957 in München; † 19. Oktober 2017 ebenda) war ein deutscher Kunsthistoriker.

## Leben
Alfred Ziffer wurde als zweites Kind von Friedrich und Clothilde Ziffer (geb. Barth) am 20. April 1957 in München geboren. Er besuchte das Wilhelmsgymnasium. Von 1977 bis 1984 studierte er an der Ludwig-Maximilians-Universität München Kunstgeschichte, mit den Nebenfächern Archäologie und Volkskunde. Er schloss das Studium mit einer Arbeit über „Die Wandmalereien Ludwig von Herterichs“ ab.
1991 folgte die Promotion an der Friedrich-Wilhelms-Universität in Bonn zum Dr. phil. mit dem Dissertationsthema „Wolfgang von Wersin (1882–1976). Vom Adel der Form“. Dies Thema bestimmte auch seine weitere Laufbahn als Kunsthistoriker. So war er 1990/1991 als Kurator für Konzeption, Organisation und Katalog der Ausstellung „Wolfgang von Wersin – Vom Kunstgewerbe zur Industrieform“ für das Museum Villa Stuck München verantwortlich.
Ab 1998 war Ziffer Kurator der privaten Nymphenburger Porzellan-Sammlung der Familie Bäuml, die im Marstallmuseum von Schloß Nymphenburg ausgestellt ist. Dort kümmerte er sich um Ausstellungskonzeption, Ankäufe und um die Archivverwaltung. Von 1998 bis 2005 war er Berater der Nymphenburger Porzellanmanufaktur in den Bereichen Forschung, Produktentwicklung, Marketingstrategien und PR.
Seit 2005 war er Vizepräsident der Gesellschaft der Keramikfreunde e.V. Düsseldorf und Redakteur der Vereinszeitschrift „Keramos“.

## Nachlass
Alfred Ziffers Sammlung ausgewählter und sehr seltener Porzellane der Manufaktur Nymphenburg sowie Möbel und Kunsthandwerk wurde 2018 auf Veranlassung seines langjährigen Partners, des Journalisten und Kunstsammlers B. Michael Andressen, im Auktionshaus Neumeister versteigert. Die wichtigsten Porzellane waren auf Wunsch von Andressen bereits vor der Auktion als Schenkung an das Bayerische Nationalmuseum (BNM) übergeben worden. Die Hälfte des Erlöses der Versteigerung erhielt das BNM für Ankäufe. Zudem schenkte B. Michael Andressen dem BNM eine Reihe von Objekten in Erinnerung an Alfred Ziffer.

## Würdigung
- Alfred Ziffer war ein „Meister seines Fachs“, der „über ein sicheres Urteil und eine umfassende Bildung“ verfügte. (Hans Ottomeyer)
- Seine Begeisterung für die Objekte machte ihn zu einem „der besten Kunsthistoriker seiner Generation“. (Angela von Wallwitz)

## Schriften (Auswahl)
- Nymphenburger Porzellan. Sammlung Bäuml. Arnoldsche Verlagsanstalt, Stuttgart 1987, ISBN 3-925369-61-9.
- Wolfgang von Wersin, 1882–1976. Vom Kunstgewerbe zur Industrieform. Klinkhardt und Biermann, München 1991, ISBN 3-7814-0320-3.
- Porzellan. Die schönsten Motive und Dekore aus berühmten Manufakturen. Callwey, München 1993, ISBN 3-7667-1082-6.
- Nymphenburger Moderne. Die Porzellan-Manufaktur im 20. Jahrhundert. Edition Minerva, Wolfratshausen 1997, ISBN 3-932353-05-6.
- Malerei und Feuerkunst. Fayencen der Sammlung Neuner. Edition Minerva, Wolfratshausen 2005, ISBN 3-938832-03-7.